# KIO
KIO (výslovnost [ˌkeiaiˈəu]; zkratka z anglického KDE Input/Output) je součást architektury prostředí KDE. Poskytuje aplikacím přístup k souborům, webovým stránkám a jiným vzdáleným objektům pomocí jediného rozhraní API. Aplikace naprogramované s orientací na KIO, například Konqueror, mohou pracovat se vzdáleně uloženými soubory naprosto stejným způsobem jako s lokálními soubory. Konqueror je díky tomu stejně tak výkonný správce souborů jako webový prohlížeč.
Součástí KIO jsou moduly zvané KIO slaves [ˌkeiaiˈəu ˈsleivs], volně přeloženo otroci KIO, které podporují jednotlivé protokoly (HTTP, FTP, SMB, SSH, FISH, SVN, tar a další). Tyto moduly pak mohou využívat další aplikace KDE; díky nim lze například v textovém editoru Kate otevřít a upravovat soubor uložený na vzdáleném počítači přístupný pomocí protokolu FTP. Seznam protokolů, které operační systém aktuálně podporuje, lze nalézt např. pomocí programu Kinfocenter na stránce protokoly.